# Ernst Hartwig
Carl Ernst Albrecht Hartwig (14 de gener de 1851, Frankfurt del Main – 3 de maig de 1923, Bamberg) va ser un astrònom alemany. Tant a la Lluna com a Mart hi ha cràters que duen el seu nom. Va descobrir una nova estrella a la galàxia d'Andròmeda (M31) el 20 d'agost de 1885. Aquest objecte va ser nomenat com a supernova "S Andromedae". El 1882, Hartwig va observar el trànsit de Venus quan estava a l'Argentina. Durant una campanya d'observació el 1883 del cometa 6P/d'Arrest, va trobar cinc objectes que es poden trobar al NGC. El 1874 es va convertir en un ajudant a l'Observatori d'Estrasburg, el 1884 estava a l'Observatori de Dorpat i el 1887 va ser director de l'Observatori de Bamberg.